# Aryan Brotherhood
Aryan Brotherhood (także: Brand, AB; pol. Bractwo Aryjskie) – organizacja przestępcza działająca na terenie amerykańskich zakładów karnych, głównie w stanach Arizona, Teksas, Kalifornia oraz Ohio. Liczba członków organizacji wynosi około 15 000. Wbrew nazwie obecnie gang przyjmuje w swoje szeregi także osoby mieszanego pochodzenia, o ile część ich przodków była biała.
W marcu 2006 roku czterech liderów Aryan Brotherhood zostało oskarżonych o liczne przestępstwa kryminalne w tym m.in. morderstwa, konspirację, handel narkotykami, a także walki psów. Według danych FBI członkowie Aryan Brotherhood stanowią mniej niż 1% populacji więziennej, jednakże popełniają około 18% zabójstw na terenie więzień oraz innych zakładów karnych.

## Organizacja
Organizacyjnie Aryan Brotherhood najczęściej występuje w niższych strukturach systemu więziennictwa. Największa liczba członków AB występuje na terenie więzień stanowych w Arizonie oraz Kalifornii.
Podobnie jak większość gangów więziennych także Aryan Brotherhood posiada własne tatuaże i symbolikę. Do najpopularniejszych tatuaży należą takie znaki jak 666, SS, pajęczyna na stawie łokciowym, koniczyna oraz inne neonazistowskie lub celtyckie symbole.
Poza granicami więzień członkowie Aryan Brotherhood zajmują się głównie handlem narkotykami, nadzorem nad prostytucją, wymuszeniami oraz morderstwami. Według danych federalnych w ostatnich latach AB zaczęło współpracować z licznymi gangami z terenów Azji Południowej, głównie Tajlandii, które zajmują się przemytem heroiny. W 1996 roku Aryan Brotherhood zostało poproszone przez Johna Gottiego o zamordowanie osoby, która przeprowadziła na niego nieudany zamach.

## Historia

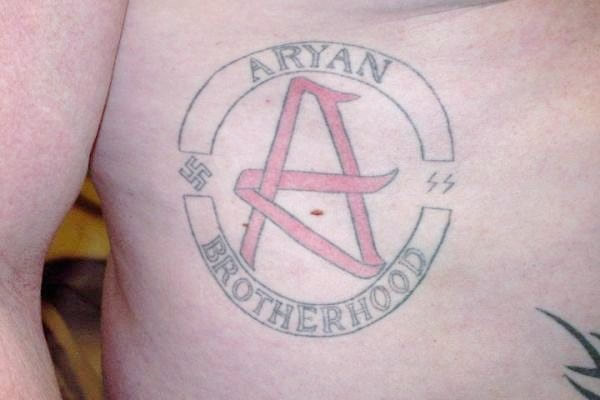
Tatuaż członka Aryan Brotherhood

Do lat 60. XX wieku więzienia w Stanach Zjednoczonych były segregowane przez podział na rasy. Wraz z likwidacją segregacji w więziennictwie zaczęły powstawać liczne gangi składające się z różnych grup etnicznych przebywających na terenie zakładów karnych oraz wzajemnie się zwalczających. Organizacja Aryan Brotherhood została stworzona w 1964 roku na terenie stanowego więzienia San Quentin jako odpowiedź na akcje organizacji Czarne Pantery. Pierwotnie członkowie AB byli Amerykanami pochodzenia irlandzkiego, której przedstawiciele byli często nastawieni rasistowsko oraz publiczne wyrażali swoją niechęć do przedstawicieli innych ras. Z czasem gang zaczął przyjmować w swoje szeregi innych, nieirlandzkich białych, a także wymieszanych rasowo ludzi ze względu na korzyści, jakie przynosiła ich przynależność.
Po 20-miesięcznym dochodzeniu, 23 czerwca 2005 roku w stanie Ohio, funkcjonariusze FBI wtargnęli na teren sześciu domostw członków organizacji Order of Blood. W wyniku działań służb federalnych, aresztowano 34 członków Aryan Brotherhood.
Także w 2005 roku po ponad ośmioletnim śledztwie aresztowano 40 członków Aryan Brotherhood, z czego 30 miało już wcześniej różne wyroki na swoim koncie. Trudnością był fakt, że część członków AB była skazana na długoletnie wyroki więzienia bez możliwości wcześniejszego wyjścia, więc oskarżyciele zażądali kary śmierci dla 21 członków, lecz oskarżenie zostało odrzucone w przypadku 16 oskarżonych. We wrześniu 19 przestępców, którzy nie kwalifikowali się do otrzymania kary śmierci, zostało uznanych winnymi popełnionych czynów. W czerwcu 2006 roku doszło do skazania czterech znaczących członków organizacji. Dwóch z tej czwórki zostało poddanych głosowaniu przez ławę przysięgłych, odnośnie do kary śmierci, ale ze względu na niezdecydowanie ławy głosowanie przepadło. Jeden członek został skazany na poczwórne dożywocie, dwóch członków na potrójne dożywocie – wszyscy bez możliwości wyjścia z więzienia, a jeden oczekiwał wyroku.

## Powiązania
Organizacja Aryan Brotherhood jest powiązana z takim organizacjami przestępczymi jak mafia meksykańska i Nazi Lowriders.
Do najzagorzalszych wrogów Aryan Brotherhood zalicza się Black Guerrilla Family, Nuestra Familia i D.C. Blacks.